# Orchestre Philharmonique de Radio France
Het Orchestre Philharmonique de Radio France is een Frans symfonieorkest dat muziek uitvoert ten behoeve van Radio France. Het is gespecialiseerd in hedendaagse klassieke muziek en is opgericht in 1937. Thuisbasis van het orkest is de Salle Pleyel.

## Geschiedenis en namen van het orkest
- 1937: oprichting van het Orchestre radio-symphonique[1]
- 1941: oprichting van het Orchestre radio-lyrique en van het Quatuor à cordes de la radiodiffusion française (strijkkwartet);
- 1952: oprichting van het Orchestre de chambre de la radiodiffusion française, het Orchestre radio-symphonique wordt Orchestre philharmonique de la radiodiffusion française;
- 1964: het Orchestre philharmonique de la radiodiffusion française wordt Orchestre philharmonique de l'ORTF;
- 1975: Radio France volgt de ORTF op;
- 1976: Het Nouvel Orchestre Philharmonique de Radio France vervangt het Orchestre radio-lyrique, het Orchestre de chambre en het Orchestre philharmonique de l'ORTF;
- 1989: Het orkest verandert van naam in Orchestre Philharmonique de Radio France.

## Dirigenten
- Benoeming bekendgemaakt in februari 2024: Jaap van Zweden m.i.v. 2026[2]
- Mikko Franck (2015/09 - )
- Myung-Whun Chung (2000–2015/09)
- Marek Janowski (1984–2000)
- Gilbert Amy (1976–1981)
- Charles Bruck (1965–1970)
- Eugène Bigot (1949–1965)